# الدوري البرتغالي الدرجة الثانية 1997–98
الدوري البرتغالي الدرجة الثانية 1997–98 هو موسم من الدوري البرتغالي الدرجة الثانية. فاز فيه نادي سانتا كلارا.